# Nestor (thần thoại)

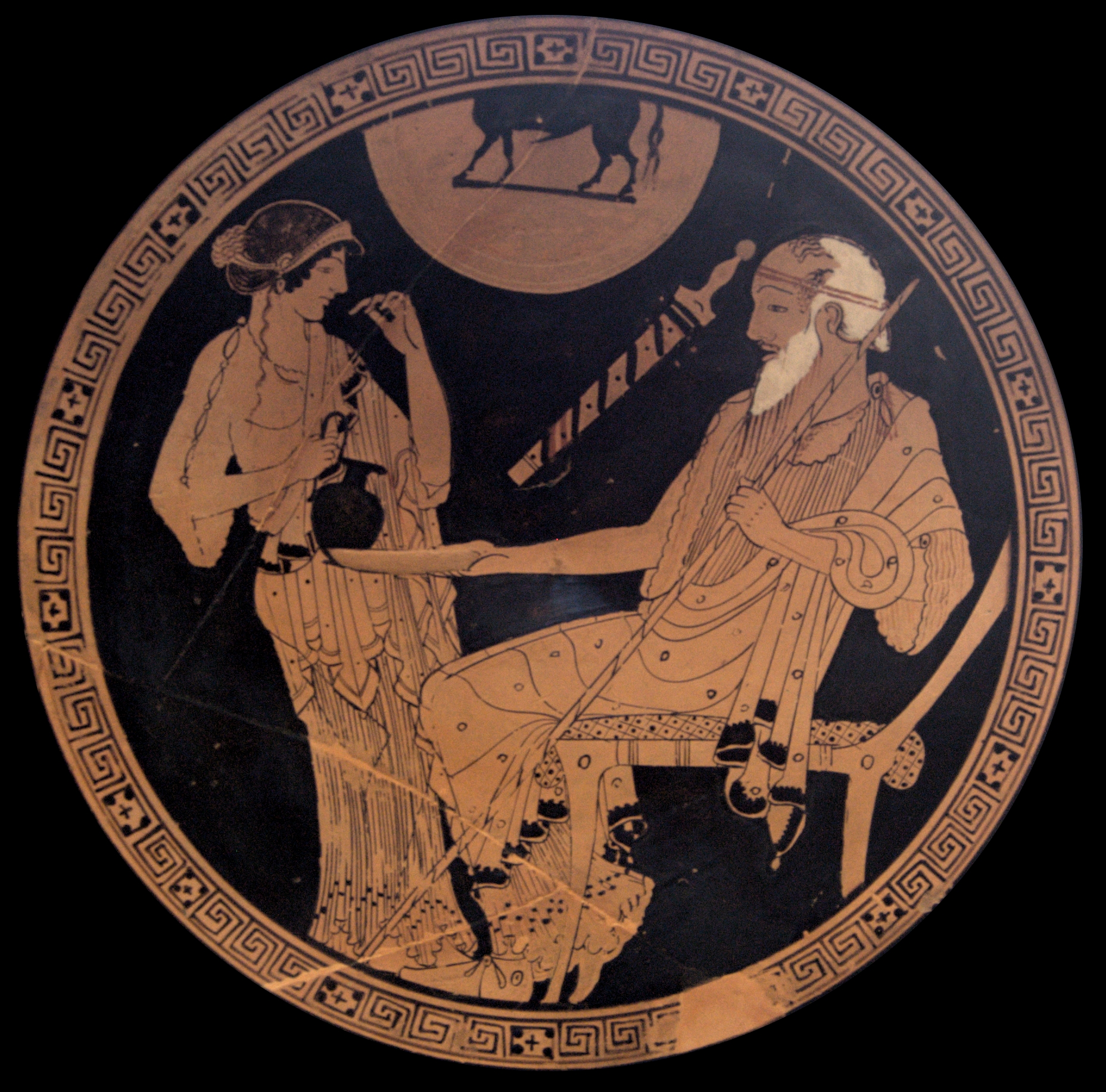
Theo một số nguồn tin, chiếc cốc này cho thấy Hecamede trộn kykeon cho Nestor. Tondo của một chiếc cốc màu đỏ Attic, khoảng năm 490 TCN. Từ Vulci.

Nestor của Gerenia (tiếng Hy Lạp cổ: Νέστωρ Γερήνιος, Nestōr Gerēnios) là vị vua thông thái huyền thoại của Pylos được mô tả trong Odyssey của Homer.
Các cuộc khai quật từ năm 1939 đã tiết lộ cung điện của ông và các cuộc khai quật gần đây đã được nối lại tại địa điểm này.

## Gia đình
Nestor là con trai của Neleus và Chloris. Vợ của ông là Eurydice hoặc Anaxactus. Con cái của họ bao gồm Peisistratus, Thrasymedes, Pisidice, Polycaste, Perseus, Stratichus, Aretus, Echephron và Antilochus. Trong các ghi chép muộn hơn, Nestor có một người con gái tên Epicaste; bà có với Telemachus một người con là Homer.

## Nhắc đến trong văn bản
Nestor được nhắc đến trong vở kịch Người lái buôn thành Venice, trong Cảnh 1 của Hồi I, là một người chỉ cười khi nghe một trò đùa rất nghiêm túc.

## Thần thoại

### Các cuộc phiêu lưu
Xuất thân từ Gerenia, Nestor là một thành viên trong nhóm thủy thủ Argonaut, ông đã giúp chống lại các nhân mã và tham gia vào cuộc săn lùng con lợn Calydonian. Ông trở thành Vua của Pylos sau khi Heracles giết Neleus và tất cả anh chị em của Nestor.
Ông và các con trai của mình, Antilochus và Thrasymedes đã phe những người Achaean chiến đấu trong Cuộc chiến thành Troia. Mặc dù Nestor đã rất già khi chiến tranh bắt đầu, ông được chú ý vì sự dũng cảm và khả năng ăn nói. Trong Iliad, ông thường đưa ra lời khuyên cho các chiến binh trẻ tuổi và khuyên Agamemnon và Achilles hòa giải. Ông quá già để tham gia chiến đấu, nhưng ông đã dẫn dắt quân đội Pylian, cưỡi cỗ xe của mình và một trong những con ngựa của ông bị mũi tên của Paris giết chết. Ông cũng có một lá chắn vàng rắn chắc. Homer thường gọi ông bằng biệt danh "kỵ sĩ Gerenian." Trong tang lễ của Patroclus, Nestor khuyên Antilochus về cách chiến thắng cuộc đua xe ngựa. Antilochus sau đó đã bị Memnon giết chết trong trận chiến.
Trong Odyssey, Nestor và những người trong đội quân của ông đã trở về Pylos một cách an toàn. Họ chọn rời khỏi thành Troy ngay sau khi cướp phá thành phố thay vì ở lại với Agamemnon để xoa dịu Athena, người tức giận vì những hành động ghê tởm của một số Người Hy Lạp (có lẽ là do Ajax Bé). Con trai của Odysseus là Telemachus đi đến Pylos để hỏi về số phận của cha mình. Nestor nhận ra con trai của bạn mình, là Telemachus, ân cần và chiêu đãi anh một cách xa hoa nhưng không thể cung cấp bất kỳ thông tin nào về số phận của Odyssey. Cũng xuất hiện trong Odyssey là vợ của Nestor, Eurydice và các con trai còn sống của họ: Echephron, Stratius, Aretus, Thrasymedes và Peisistratus. Nestor cũng có hai cô con gái tên là Pisidice và Polycaste.